# آپو لازاریدس
آپو لازاریدس (فرانسوی: Apo Lazaridès‎; ۱۶ اکتبر ۱۹۲۵ – ۳۰ اکتبر ۱۹۹۸) دوچرخه‌سوار اهل فرانسه بود.
وی در مسابقات کشوری و بین‌المللی در مجموع برندهٔ ۱ مدال نقره شده‌است.